# Lemgow
Lemgow ist eine Gemeinde im Landkreis Lüchow-Dannenberg in Niedersachsen.

## Geografie

### Geografische Lage
Die Gemeinde liegt im südlichen Wendland auf dem Lemgow, einem in der Saaleeiszeit gebildeten Grundmoränenplateau, das heute als Hochfläche die umgebenden Niederungen überragt. Die Gemeinde gehört der Samtgemeinde Lüchow (Wendland) an, die ihren Verwaltungssitz in der Stadt Lüchow (Wendland) hat.

### Gemeindegliederung
Die Gemeinde Lemgow besteht aus folgenden Ortsteilen:
- Bockleben
- Großwitzeetze, bis 16. März 1936 Witzeetze im Lemgow[2]
- Kriwitz
- Predöhl mit Wohnplatz Hohenkrug
- Prezier
- Puttball
- Schletau
- Schmarsau
- Schweskau
- Simander
- Trabuhn
- Volzendorf

Die Ortsteile Schweskau und Puttball sind heute zu einer Ortslage zusammengewachsen.

## Geschichte

### Religionen
In der Gemeinde gibt es die evangelisch-lutherische Kirchengemeinde Lemgow mit dem Pfarrsitz in Schweskau.

### Eingemeindungen
Am 1. Juli 1972 wurden die Gemeinden Bockleben, Großwitzeetze, Kriwitz, Predöhl, Prezier, Puttball, Schletau, Schmarsau, Schweskau, Simander, Trabuhn und Volzendorf in die neu gebildete Gemeinde Lemgow eingegliedert.

## Politik
Die Gemeinde Lemgow gehört zum Landtagswahlkreis 48 Elbe und zum Bundestagswahlkreis 38 Lüchow-Dannenberg – Lüneburg.

### Gemeinderat
Der Gemeinderat des Lemgow setzt sich aus elf Ratsfrauen und Ratsherren zusammen.
- Liste Lemgow: 6 Sitze
- CDU: 4 Sitze
- Linke: 1 Sitz

(Stand: Kommunalwahl am 12. September 2021)

### Bürgermeister
Der ehrenamtliche Bürgermeister Ulrich Haase-Mühlner (Liste Lemgow) wurde am 11. November 2021 gewählt.

### Wappen
Das Wappen der Gemeinde ist zweiteilig. Oben zeigt es die Hohe Kirche im Lemgow. Unten sieht man die Kirche (Kreuz) umringt von den zwölf Dörfern (Striche).

## Kultur und Sehenswürdigkeiten

### Bauwerke

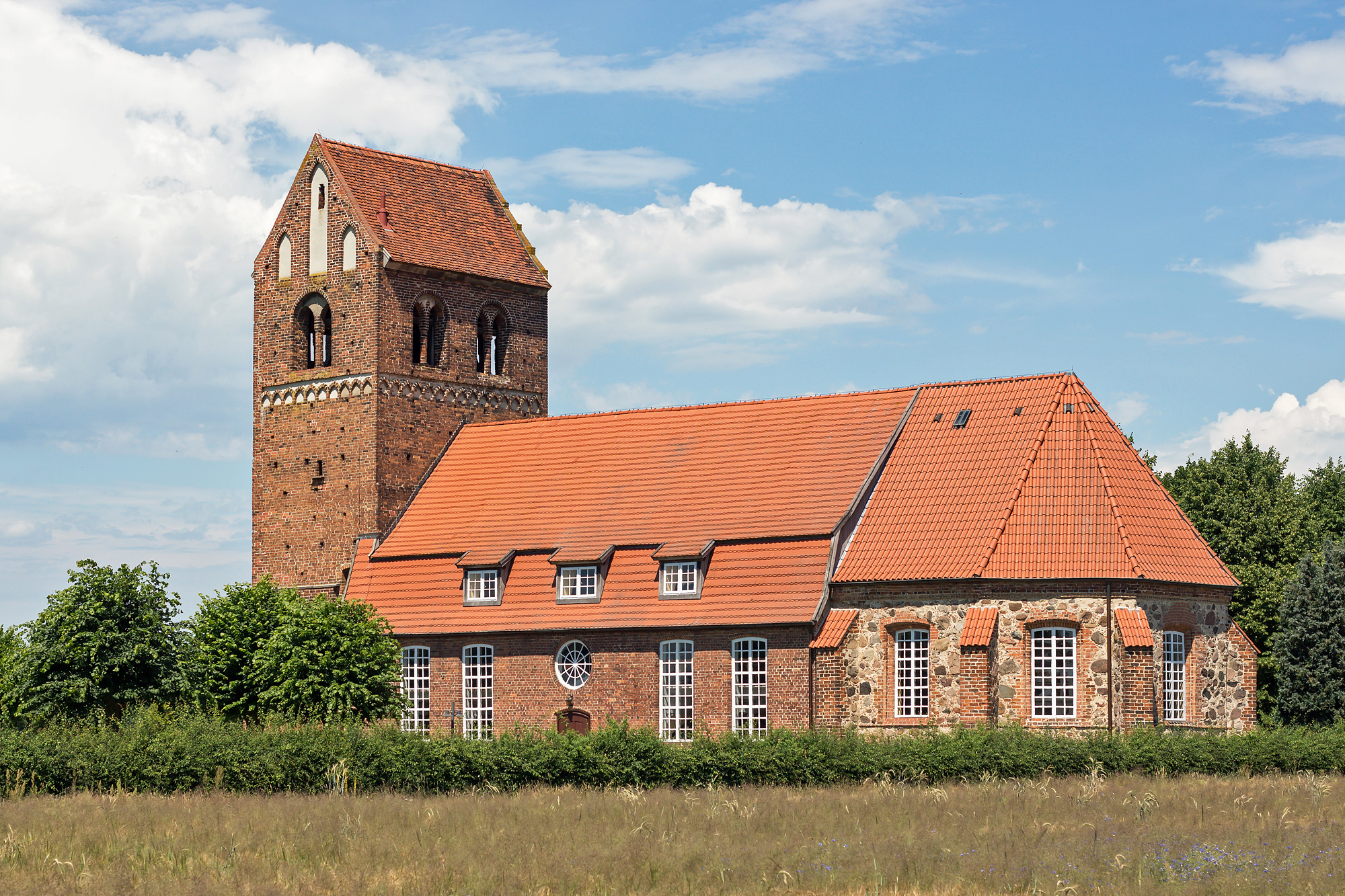
Die Hohe Kirche steht in der freien Landschaft außerhalb von Ortschaften

Die Hohe Kirche ist das Wahrzeichen der Gemeinde. Sie ist Johannes dem Täufer gewidmet. Ihr Ziegelturm stammt wahrscheinlich aus dem 15. Jahrhundert, die aus Feldsteinen errichtete Apsis aus dem 14. Jahrhundert; der Mittelteil der Kirche wurde um 1770 erneuert. Alle Bauteile folgen unterschiedlichen Stilrichtungen. Turm und Apsis sind der Gotik zuzuordnen, der Mittelteil trägt seit seiner Erneuerung barocke Züge. Die Orgel im Inneren stammt aus dem Jahr 1856 und wurde von Eduard Meyer (1806–1889), Hannover, geschaffen. An die Kirche grenzt ein ca. zwei Hektar großer Friedhof mit altem Baumbestand und Lindenallee.
Sechs weitere Kapellen in Bockleben, Prezier, Schmarsau, Schweskau, Simander und Volzendorf gehören ebenso zur Kirchengemeinde.
Die St.-Georg-Kapelle zu Bockleben ist im Mittelalter aus Feldsteinen gebaut worden. Der Altar ist aus einem Stein gehauen und mit christlichen Motiven bemalt.
Die Heilige-Drei-Könige-Kapelle in Prezier ist ein aus dem Mittelalter stammender Feldsteinbau. Der relativ große Kirchturm aus dem Jahr 1785 fällt auf.
Die St.-Jakobi-Kapelle in Schmarsau ist eine mit Feldsteinen errichtete Kirche.
Die St.-Antonius-Kapelle zu Schweskau ist wahrscheinlich in der Zeit der Christianisierung des Lemgows gebaute Kapelle. 1895 wurde ein Turm an die Kirche gebaut. Die Kapelle verfügt als einzige im Lemgow über eine Kanzel.
Die St.-Nicolai-Kapelle in Simander ist ein neugotischer Backsteinbau mit einem Turm aus dem Jahr 1865.
Die St.-Petri-Kapelle in Volzendorf stammt aus dem 14. Jahrhundert. Sie ist eine Feldsteinkapelle mit einem neogotischen Backsteinturm.

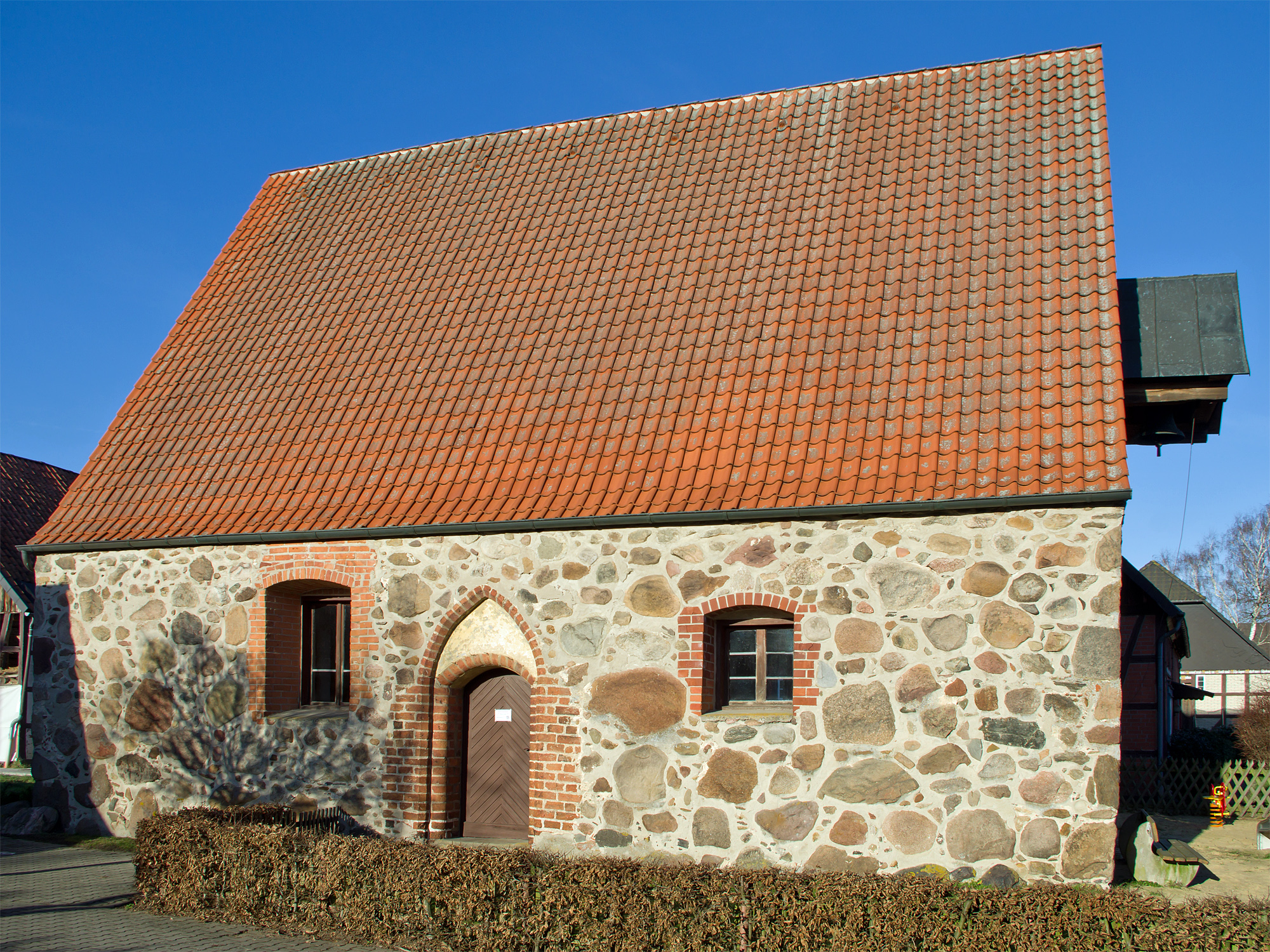
St.-Georgs-Kapelle in Bockleben
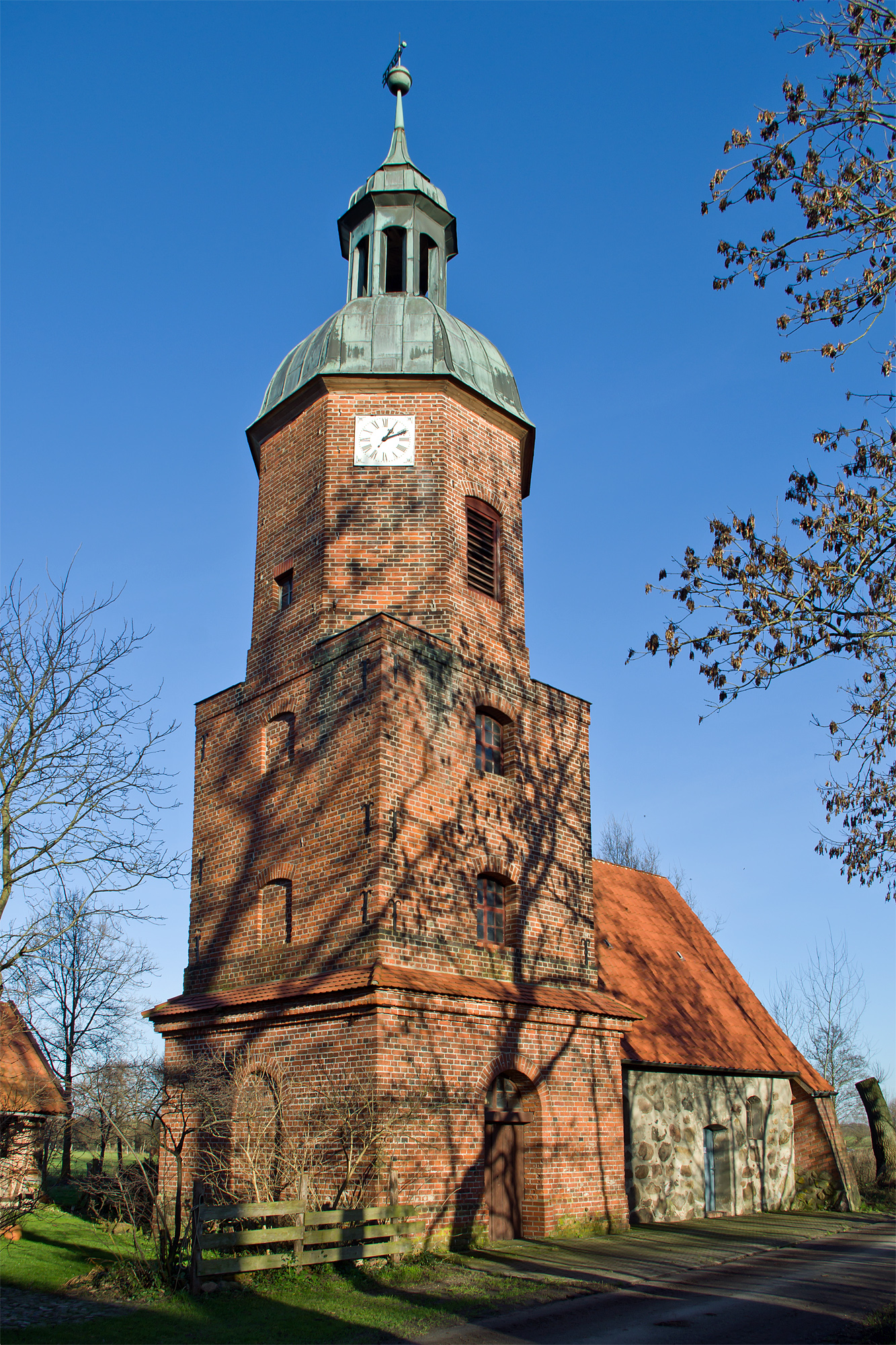
Heilige-Drei-Könige-Kapelle in Prezier
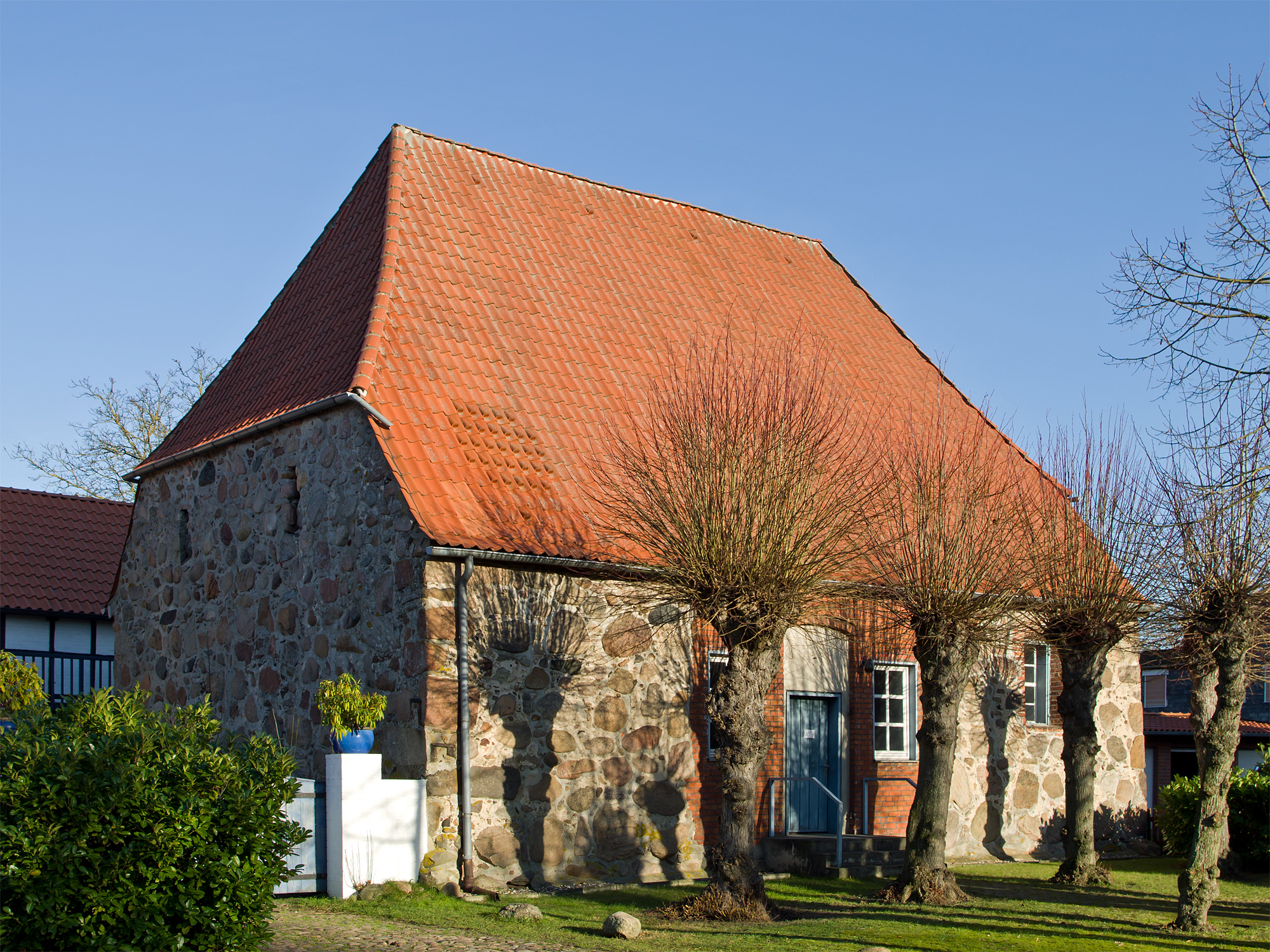
St.-Jakobi-Kapelle in Schmarsau
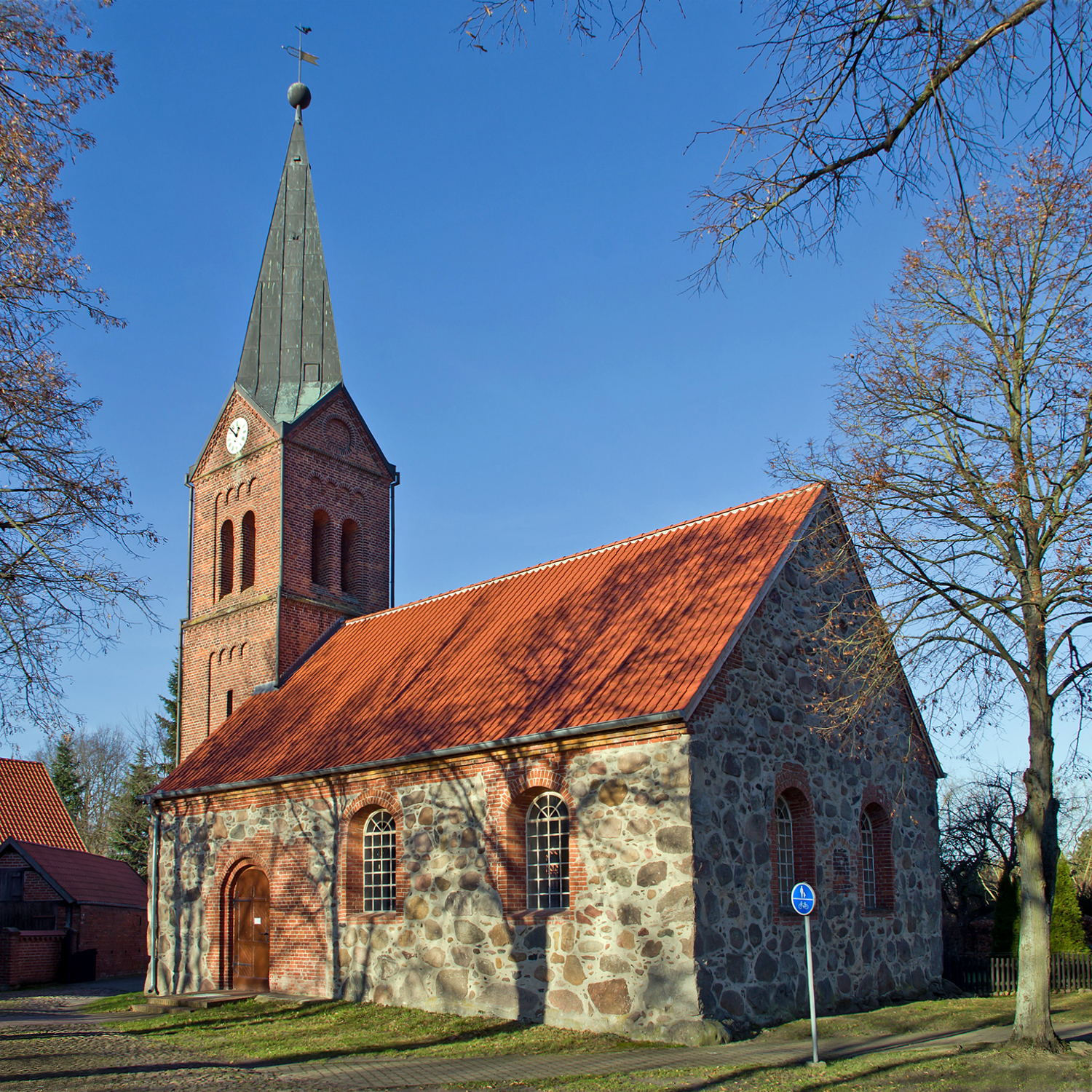
St. Antonius-Kapelle in Schweskau
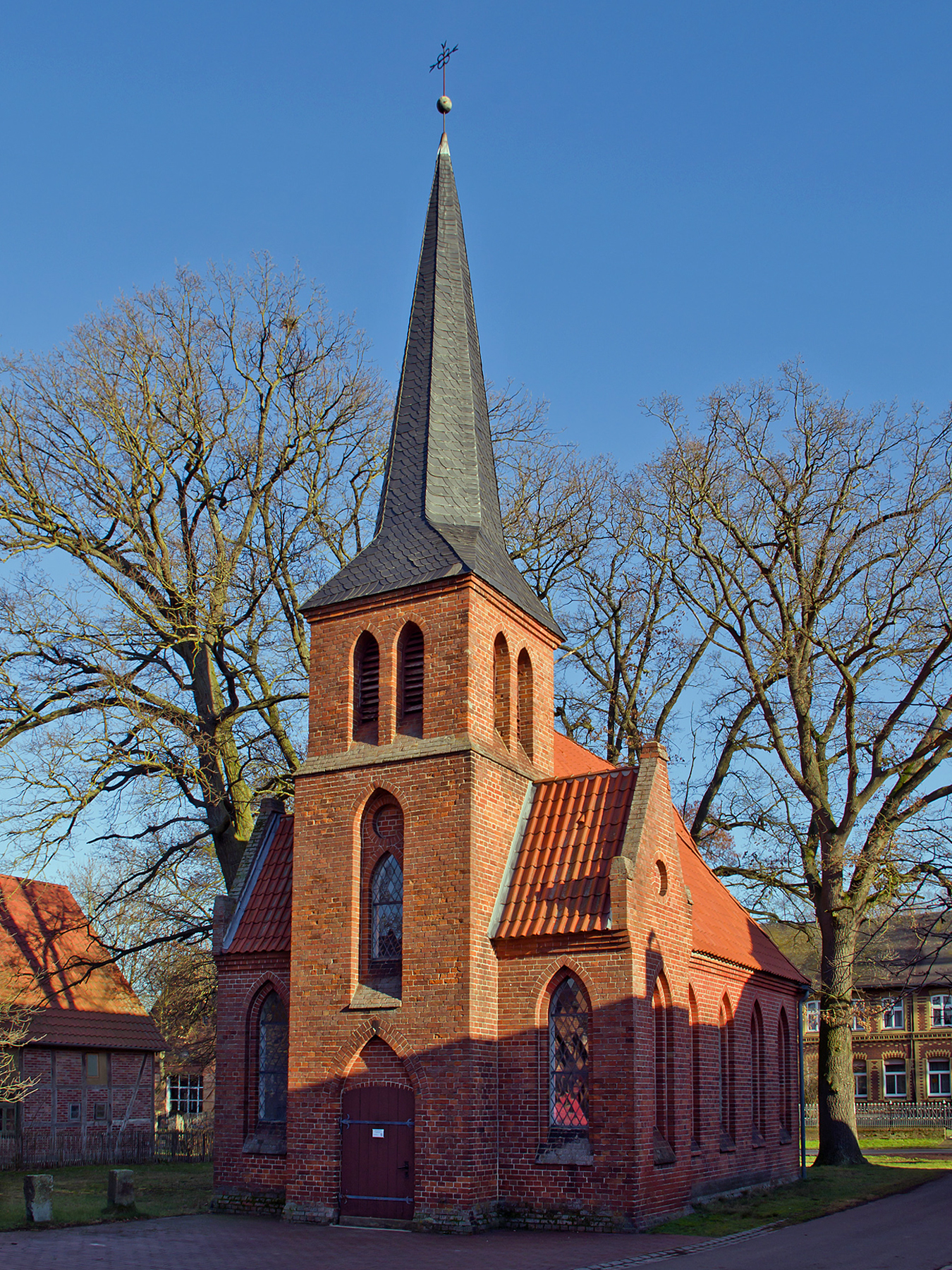
St.-Nikolai-Kapelle in Simander
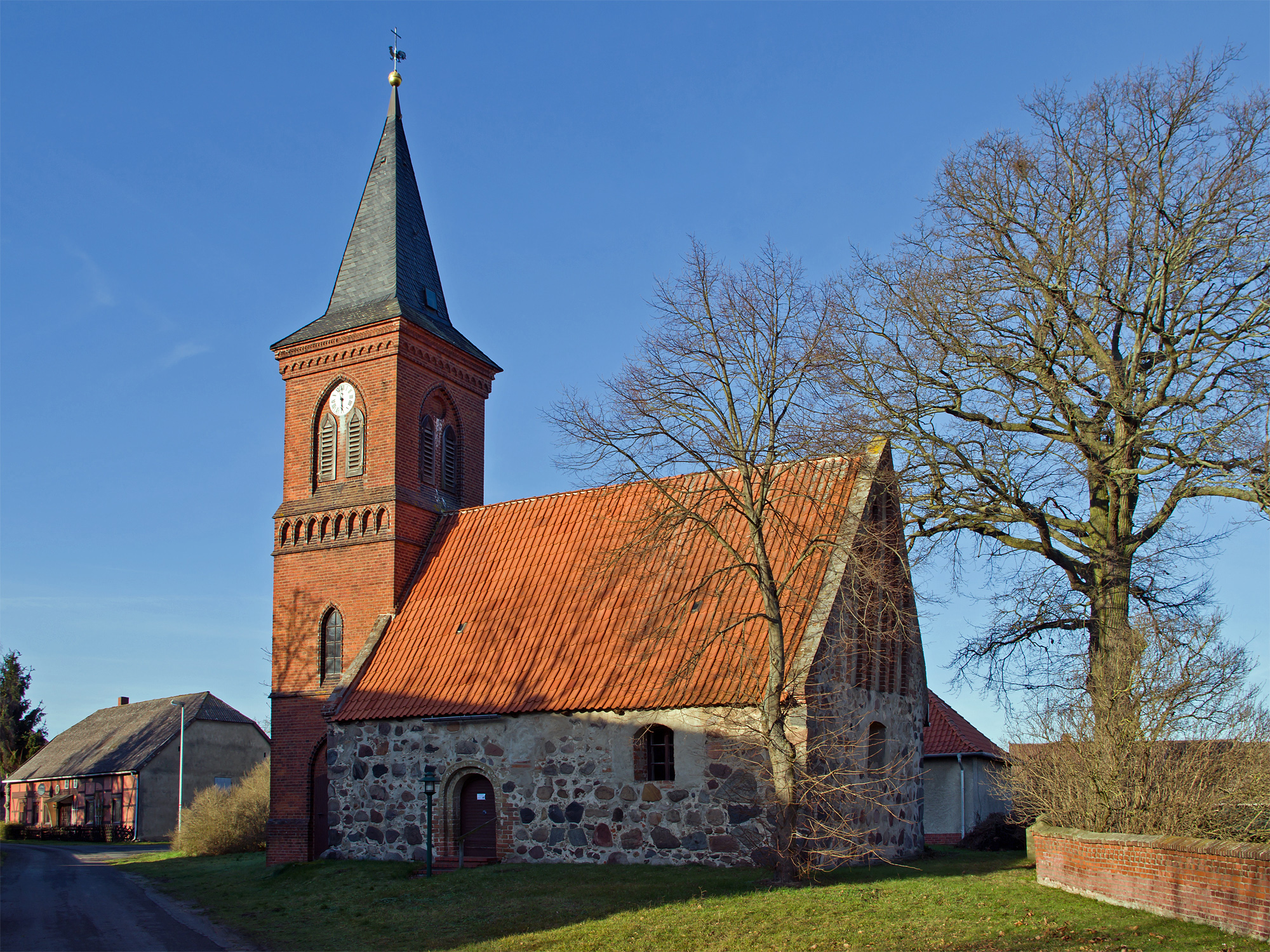
St.-Petri-Kapelle in Volzendorf

Jedes Dorf in der Gemeinde, das keine Kapelle hat, verfügt über einen Glockenturm. Die Hohe Kirche und die Kapellen sind durch einen Radrundweg miteinander verbunden.

## Verkehr
Durch die Gemeinde verläuft in West-Ost-Richtung die Landesstraße (L) 260 Bundesstraße 248–Landesgrenze Niedersachsen/Sachsen-Anhalt–(Bundesstraße 190).
Das Gebiet der heutigen Gemeinde Lemgow erschloss bis 1969 die Bahnstrecke der Lüchow-Schmarsauer Eisenbahn. Heute noch betreibt das Unternehmen die Buslinie 8050 (ehemals 1938), die die Ortschaften der Gemeinde Lemgow mit Lüchow verbindet. Nächster Bahnhof mit Personenverkehr ist nunmehr Salzwedel an der Bahnstrecke Stendal–Uelzen, etwa 13 km südwestlich von Lemgow.

## Persönlichkeiten
- Franz Conrad Löhr (ca. 1735–1812), Porträtmaler, in Bockleben geboren
- Ton Veerkamp (1933–2022), Theologe, lebte zuletzt in Schmarsau